# Zoraida ficta
Zoraida ficta är en insektsart som beskrevs av William Lucas Distant 1906. Zoraida ficta ingår i släktet Zoraida och familjen Derbidae. Inga underarter finns listade i Catalogue of Life.